# Lophocampa roseata
Lophocampa roseata là một loài bướm đêm thuộc phân họ Arctiinae, họ Erebidae.